# Кашаганов, Екейбай Кашаганович
Екейбай Кашаганов — советский хозяйственный, государственный и политический деятель.

## Биография
Родился в 1920 году в селе Ирсу (современный Тюлькубасский район Туркестанской области Казахстана). Происходит из рода жаныс племени дулат В 1939 году окончил Алма-Атинское педагогическое училище.
С 1939 года — на хозяйственной, общественной и политической работе. Состоял в КПСС.
По окончании училища работал школьным учителем. Принимал участие в Великой Отечественной войне.
С 1946 по 1948 годы учился в партийной школе ЦК КП Казахской ССР, по окончании которой заведовал отделом Луговского и Чуйского райкомов (Джамбулская область), а затем последовательно стал вторым и первым секретарём Луговского райкома. С 1955 по 1958 годы учился в высшей партийной школе. С 1958 по 1962 годы — заведующий отделом, затем секретарь Джамбулского обкома. С 1962 по 1964 годы — секретарь Южно-Казахстанского обкома, с 1964 по 1980 годы — второй секретарь Семипалатинского обкома и председатель Семипалатинского облисполкома. С 1980 по 1985 годы возглавлял Казахское отделение Литфонда СССР.
Избирался депутатом Верховного Совета Казахской ССР VII, VIII и IX созывов.
Умер в 1985 году.

## Награды
- Ордена Отечественной войны I и II степени
- Орден Трудового Красного Знамени (трижды).
- Орден Дружбы народов.
- Орден Красной Звезды (дважды).
- Орден «Знак Почёта».
- Различные медали.